# Acantholibitia armata
Acantholibitia armata is een hooiwagen uit de familie Cosmetidae. De wetenschappelijke naam van Acantholibitia armata gaat  terug op Mello-Leitão.